# Ker-Xavier Roussel
François Xavier Roussel, anomenat també Ker-Xavier Roussel (Lorry-lès-Metz, 10 de desembre de 1867 - L'Étang-la-Ville, 1944), fou un artista francès que formà part dels Nabis.